# 陈光国
陈光国（1947年2月—），男，重庆万州人，中华人民共和国政治人物。中国人民大学财政贸易系贸易经济专业毕业。

## 生平
1979年2月加入中国共产党。历任四川省梁平县农机局干事、股长，经委干事、秘书、主任；中共云阳县委副书记；万县地委副书记、行署副专员、代专员、专员；万县市委副书记、市长、市委书记；重庆市委常委、市政府副市长、常务副市长等职。2007年1月任重庆市人大常委会副主任，2008年1月当选重庆市人常委会主任。2012年因年龄原因辞职。